# トマピーナ
トマピーナは、トマト・ピーマン・ナスの三種を接ぎ木して作られた野菜。1990年開催の国際花と緑の博覧会にも出展された。